# Transformée sans parfum
La transformée sans parfum est une méthode permettant de calculer les statistiques d’une variable aléatoire qui subit une transformation non linéaire ,.
Elle est fondée sur l’idée qu’il est plus facile d’estimer une distribution gaussienne que d’approcher une fonction non linéaire .

## Contexte
Considérons le système non linéaire {\displaystyle y=f(x)}, avec {\displaystyle x}  une variable aléatoire de moyenne {\displaystyle {\bar {x}}}  de covariance {\displaystyle P_{xx}} et {\displaystyle y} une variable aléatoire de statistique à déterminer. Un ensemble de points est choisi de manière déterministe telle que sa moyenne et sa covariance soient respectivement {\displaystyle {\bar {x}}}  et {\displaystyle P_{xx}}.
Ces points nommées "points sigma" capturent la forme de la densité de probabilité de {\displaystyle x} .
La fonction non linéaire {\displaystyle f}  est appliquée à chacun de ces points afin d’obtenir un nuage de points transformés de moyenne {\displaystyle {\bar {y}}}  et covariance {\displaystyle P_{yy}}.
La densité de probabilité de la variable aléatoire x de dimension n, de moyenne {\displaystyle {\bar {x}}} et de covariance {\displaystyle P_{xx}} est approchée par {\displaystyle 2n+1} points pondérés donnés par :
{\displaystyle s_{0}={\bar {x}}}
{\displaystyle s_{i}={\bar {x}}+({\sqrt {(n+\lambda )P_{xx}}})_{i}\quad i=1,..,n}
{\displaystyle s_{i+n}={\bar {x}}-({\sqrt {(n+\lambda )P_{xx}}})_{i}\quad i=1,..,n}
{\displaystyle W_{0}={\frac {\lambda }{(n+\lambda )}}}
{\displaystyle W_{i}=W_{i+n}={\frac {1}{2(n+\lambda )}}\quad i=1,..,n}
où {\displaystyle \lambda \in \mathbb {R} }, {\displaystyle ({\sqrt {(n+\lambda )P_{xx}}})_{i}} est la {\displaystyle i^{eme}} ligne ou colonne de la matrice racine carrée de {\displaystyle (n+\lambda )P_{xx}}  et {\displaystyle W_{i}} est le poids associé au {\displaystyle i^{eme}} point.

## Procédure
La procédure de transformation est la suivante :
1. Transformer chaque point {\displaystyle \chi _{i}} par la fonction non linéaire {\displaystyle f}  afin d'obtenir l'ensemble des points transformés :{\displaystyle \Upsilon _{i}=f(\chi _{i})}
2. La moyenne {\displaystyle {\bar {y}}} est donnée par la moyenne pondérée des points transformés : {\displaystyle {\bar {y}}=\sum _{i=0}^{2n}W_{i}\times \Upsilon _{i}}
3. La matrice de covariance {\displaystyle P_{yy}}  est donnée par : {\displaystyle P_{yy}=\sum _{i=0}^{2n}W_{i}(\Upsilon _{i}-{\bar {y}})(\Upsilon _{i}-{\bar {y}})^{T}}